# Veilingchant
Een veilingchant, vooral bekend in de Verenigde Staten en Canada, is het ritmisch gesproken taaltje (chant) van een veilingmeester nadat, tijdens een veiling bij opbod, het bieden op een kavel is begonnen. Met zijn chant wil hij de gang erin houden en biedingen uitlokken. Vooral veilingen bestemd voor handelaren, zoals in auto's en vee, worden gekenmerkt door een hoog tempo van deze chant.
Amerikaanse veilingmeesters leren dit tijdens hun opleiding. In de praktijk zullen zij gaandeweg een eigen stijl ontwikkelen. De chant bestaat uit twee getallen: het bedrag dat is geboden en het eerstvolgende bedrag dat kan worden geboden, verbonden met vulwoorden. 
Tijdens zijn opleiding heeft een Amerikaanse veilingmeester de volgende formule als veilingchant geleerd:
One dollar bid, now two, now two, will ya' give me two?
Two dollar bid, now three, now three, will ya' give me three?
Dit gaat zo door tot het bieden stokt en het kavel aan het winnende bod wordt toegeslagen.
Een Nederlands equivalent zou als volgt kunnen gaan:
Twaalf geboden, wie dertien, wie dertien, wie geeft me dertien?
Dertien geboden, wie veertien, wie veertien, wie geeft me veertien?
Veertien geboden, vijftien, zestien, zeventien geboden!
Zeventien geboden, wie achttien, wie achttien, wie geeft me achttien?
Enz.
De moeilijkheid zit vooral erin dat de genoemde getallen uit een verschillend aantal lettergrepen kunnen bestaan, en dat desondanks het ritme lekker moet lopen.